# Namundra brandberg
Namundra brandberg är en spindelart som beskrevs av Norman I. Platnick och Bird 2007. Namundra brandberg ingår i släktet Namundra och familjen Prodidomidae.
Artens utbredningsområde är Namibia. Inga underarter finns listade i Catalogue of Life.